# موریس فریدمن
موریس هارولد فریدمن (انگلیسی: Maurice Harold Friedman؛ ‏ ۲۷ اکتبر ۱۹۰۳ – ۸ مارس ۱۹۹۱) پزشک آمریکایی و پژوهشگر «فیزیولوژی تولید مثل» بود. او به‌خاطر ابداع آزمایش خرگوش شهرت دارد که نوعی آزمایش بارداری است که در سال ۱۹۳۱ در همان زمانی که در دانشکده پزشکی پرلمن در دانشگاه پنسیلوانیا تدریس می‌کرد، ابداع شد.
او در سن ۱۶ سالگی به دانشگاه شیکاگو و همانجا مدرک کارشناسی فیزیولوژی و دکترای پزشکی دریافت کرد. از سال ۱۹۲۸ او استاد فیزیولوژی دانشگاه پنسیلوانیا و از سال ۱۹۳۶ استاد دانشکده پزشکی دانشگاه جرج‌تاون شد.